# 직접식 교수법
직접식 교수법(direct method)은 외국어를 모국어를 습득하듯이 배운다는 관점에서, 이해와 추론을 통한 듣기와 말하기 방식의 접근을 중시하는 교수법이다. 그림이나 예시, 몸짓, 도표 등을 사용해 가르치거나, 놀이 등을 이용하기도 한다.

## 배경과 역사
직접식 교수법은 문법 번역식 교수법으로부터의 반작용으로 등장하였다. 즉 종전의 교수법이 문어 능력에만 치중하였던 탓에 구어를 경시하자, 구어 능력 향상을 목표로 하는 교수법으로서 창안되었다. 대표적인 인물로 구앵과 베리츠를 들 수 있다.
프랑스의 라틴어 교사 프랑수아 구앵(François Gouin, 1831-1896)은 독일어를 배우기 위하여 함부르크에서 일 년 동안 살았다. 그는 독일어 문법과 불규칙 동사를 암기하고, 고흐와 실러의 책을 번역하는 등 문법 번역식 교수법을 통하여 스스로 독일어를 익혔으나, 독일어를 독해할 수만 있을 뿐 말하거나 들을 줄은 몰랐다. 프랑스로 귀국한 구앵은 두 살이었던 조카가 한 해 만에 프랑스어를 자유자재로 말할 수 있게 된 것을 발견하고는, 조카와 아이들을 관찰한 끝에 언어는 사고를 표현하는 수단이며 어린이의 언어 사용도 마찬가지라고 결론지었다. 이러한 발견은 당시로서는 혁신적이었다. 이후 구앵은 현실적인 맥락이 있는 일련의 문장을 문법 규칙에 대한 설명 없이 목표 언어로 가르치는 시리즈 교수법(Series method)을 창안하였으나, 큰 인기를 끌지 못하였다.
그 대신, 미국의 교사이자 저술가 찰스 베리츠(Charles Berlitz, 1913년 11월 20일-2003년 12월 18일)가 개발한 교수법이 1900년대 초반에 인기를 끌었다. 베리츠는 제2언어 학습은 모국어 학습과 다를 것이 없어야 한다는 생각에서, 학생들이 목표 언어만 사용하는 소규모 교실에서 일상적인 어휘나 문장만으로 대화하면서 문법 규칙과 언어를 자연스레 습득하게 하였다. 그러나 공교육에서 제2언어에 능한 원어민 교사를 충분히 채용하기 어려웠고, 시간과 비용이 너무 많이 들었기 때문에 직접식 교수법은 널리 쓰이지 못하였다. 결국 언어 교수법의 흐름은 1930년대에 이르러 문법 번역식 교수법으로 다시 옮겨 갔다가, 몇몇 아이디어가 이후에 등장한 청화식 교수법에 차용되었다.

## 특징
1. 수업에서 사용하는 메타언어가 학습을 목표로 하는 외국어 자체이다.
2. 학습 내용은 언어의 실제 사용과 밀접하게 관련되는 일상적이고 기능적인 것에 국한된다.
3. 수업 활동에서 질문과 대답이 중요시된다.
4. 문법 학습은 귀납적으로 이루어지도록 지도한다.
5. 구어에 중점을 두어 발음 및 억양 등 음성 훈련을 중시한다.
6. 모국어의 설명이나 번역을 자체적으로 허용하지 않는다.
7. 교사가 표현을 읽기, 쓰기, 듣기와 함께 적용시켜 학생에게 가르친다.
8. 구체적인 어휘는 실물, 그림, 모형, 몸짓 등으로, 추상적인 어휘는 예시를 통한 추론 등으로 가르친다.

## 장점과 단점

### 장점
1. 실용적인 의사소통이 가능하다.
2. 교사와 학생 사이에 유의미한 상호작용이 일어난다.
3. 다양한 보조자료 활용으로 흥미를 유발시킬 수 있다.
4. 시각화된 의미는 쉽고 오래 기억할 수 있다.

### 단점
1. 귀납을 통해 설명하는 대상을 추론하는 데 어려움을 느끼는 학생이 있으면 오히려 역효과로 흥미를 잃게 만들 수 있다.
2. 교사가 많은 인원의 학생을 대상으로 학습시키기에 어렵다.
3. 어휘, 표현, 문법 사항들이 체계적으로 자세하게 제시되지 않아 정확히 설명하려면 노력이 필요하다.
4. 성인 학습자에게 이 교수법은 효과적이지 않을 확률이 높다.
5. 암기식 시험이 주로 이루어지는 국가에서 이 교수법은 시행하기 어렵다.

## 같이 보기
- 실용영어
- 영어시험
- 영어교육
- 문법 번역식 교수법
- 영어

## 참고 문헌
- Brown, H. Douglas (2001). 《원리에 의한 교수》. 번역 권오량; 김영숙; 한문섭. 제2판. 서울: Pearson Education Korea. ISBN 8945090061.
- 강현화; 원미진 (2017). 《한국어 교육학의 이해와 탐구》. 서울: 한국문화사. ISBN 9788968175466.